# Nossa Senhora de Lourdes (Sergipe)
Nossa Senhora de Lourdes é um município brasileiro do estado de Sergipe.

## História
Município de Nossa Senhora de Lourdes, a 135 quilômetros da capital, começou em 1810, com a chegada do casal pernambucano Joaquim José e Ana Josefa da Rocha. Eles fugiram da seca que assolava o sertão pernambucano, passaram por Piranhas, em Alagoas; Gararu, em Sergipe, e chegaram a Escurial, povoado lourdense banhado pelo Rio São Francisco.
Logo depois, eles largaram a embarcação e penetraram na mata fechada até chegar a uma grande lagoa, onde existia uma considerável quantidade de antas (mamífero que chega a dois metros de comprimento) e resolveram fazer morada. Em 1950, o lugar denominado anteriormente de Lagoa das Antas passou a se chamar Arraial de Antas. Por volta dos anos 70 e 80, a povoação teve um acentuado crescimento, com a chegada de novas famílias.
Entre elas estavam os Santos, de Cedro do São João; Junqueira, de Siriri; Feitosa, de Porto da Folha; e Eufrázio, de Lagoa Funda. A esta época, a povoação pertencia ao Município de Gararu e permaneceu assim até 1938, quando passou a pertencer ao Município de Canhoba. Nesse mesmo ano o cônego Lauro de Souza Fraga mudou o nome de Antas para Nossa Senhora de Lourdes.

### Emancipação política
Em 1953 o Povoado passou a ser oficialmente uma vila. Dez anos depois foi elevado à categoria de cidade, através da Lei nº 103-A, de 13 de maio. Seu primeiro prefeito foi Paulo Barbosa de Matos, que morreu de infarto em 1982, durante o quarto mandato. Nesse dia acontecia uma cavalhada, principal atividade folclórica da cidade, que acabou sendo interrompida por causa da morte do prefeito.
Muitas pessoas influenciaram na emancipação política de Lourdes, entre elas: João José de Araújo (João Gato), José Caetano da Silva, Manoel Alves dos Santos (Manoel Lulu), Paulo Barbosa de Matos, Arnaldo Barros de Araújo e Tarcísio Gonzaga Matos, incentivadas pelo monsenhor José Curvelo Soares. Ele teve grande participação no desenvolvimento político-social, através da conscientização dos líderes políticos.

### Imagem do Santo Trocada
Em 1958, Tarciso Gonzaga de Matos queria pagar uma promessa e solicitou do Rio de Janeiro uma imagem de Santo Antônio, especialmente para isso. Mas, na hora de embalarem, em vez de mandarem Santo Antônio, mandaram a imagem de Nossa Senhora de Lourdes, ficando invalidado o pagamento da promessa. Na época, o padre Fernando Graça Leite combinou com Tarcísio para não devolver a imagem. Eles fecharam a embalagem e deixaram para colocar na capela quando se tornasse matriz.
Em 30 de abril de 1960, foi criada a Diocese de Propriá. O monsenhor José Curvelo Soares deixou a paróquia, mas antes de ir para Itabaiana, permaneceu por oito meses na paróquia de Gararu. Durante esse tempo, decidiu abrir a embalagem da imagem e, ao vê-la, teria dito: "Ela está clamando por uma nova igreja". Mas só em 1990, dia 7 de outubro, é que o bispo Dom Palmeira Lessa inaugurou a nova Igreja Matriz, onde foi colocada a imagem de Nossa Senhora de Lourdes.

### Pedra Fundamental
Em 1917, no dia 2 de dezembro, no lugar denominado Antas, procedeu-se a bênção da primeira pedra de uma capela, sob a invocação de Nossa Senhora de Lourdes. No dia 10 de abril de 1977, o bispo Dom José Brandão de Castro criou a paróquia de Nossa Senhora de Lourdes, cuja matriz era a capela antiga, e confiou-a ao Padre belga José Theiseu.
A 10 de janeiro de 1999, a antiga capela deixou de ser matriz, sendo transferida por Dom José Palmeira Lessa para a nova Igreja construída em 7 de outubro de 1990, tendo como pároco Padre Inaldo César de Menezes. A partir daí, por decreto assinado por Dom Mário Rino Siviere, a ex-matriz passou a ser SantuárioEucarístico, segundo indicação do Padre Elias Izaías.
A festa da Padroeira Nossa Senhora de Lourdes, antes realizada no dia 2 de dezembro, mudou para 11 de fevereiro, dia em que a Santa é homenageada universalmente pela Igreja Católica.

### Atualidade
O Prefeito do Município de Nossa Senhora de Lourdes é o Sr. Fábio Silva Andrade, eleito pelo Partido Social Democrático - PSD, para o mandato 2017-2020.
Nossa Senhora de Lourdes possui 18 povoados: Areias, Baixa do Sapo, Barro Vermelho, Tamanduá, Carro Quebrado, Catingueira, Escurial, Lagoa do Monte, Lagoas, Olhos D'água, Pedra Furada, Porção de Pedras, Tabuleiro, Coronha, Inchuí, Cabaninha, Atalho e Mata Verde.
Distrito criado com a denominação de Nossa Senhora de Lourdes ex-povoado, pela lei estadual nº 554, de 06-02-1954, subordinado do município de Canhoba.
Em divisão territorial datada de 1-VII-1955, o distrito de Nossa Senhora de Lourdes, figura no município de Canhoba.
Assim permanecendo em divisão territorial datada de 1-VII-1960.
Elevado à categoria de município com a denominação de Nossa Senhora de Lourdes, pela lei estadual nº 103-A, de 13-05-1963, desmembrado de Canhoba. Sede no antigo distrito de Nossa Senhora de Lourdes. Constituído do distrito sede. Instalado em 15-121963.
Em divisão territorial datada de 31-XII-1963, o município é constituído do distrito sede.
Assim permanecendo em divisão territorial datada de 2007.

## Geografia
Localiza-se a uma latitude 10°04'46" sul e a uma longitude 37°03'28" oeste, estando a uma altitude de 222 metros.
Sua população estimada em 2010 era de 6.238 habitantes.
Possui uma área de 80,66 km².